# 쿄오꼬
《쿄오꼬》(Kyoko)는 미국에서 제작된 무라카미 류 감독의 1996년 드라마 영화이다. 타카오카 사키 등이 주연으로 출연하였다.

## 줄거리
21살의 소녀 쿄오꼬가 8살 당시 그녀에게 댄스를 가르쳐 준 댄서인 호세를 찾아 뉴욕으로 가나, 거기서 에이즈에 걸린 채 그녀를 알아보지 못하는 그를 만나게 된다.

## 출연

### 주연
- 타카오카 사키

## 기타
- 공동제작: 저드 크레마타
- 미술: 존 마이클 틸롯슨

## 같이 보기
- 무라카미 류